# كاثرين فريز
كاثرين فريز (بالإنجليزية: Katherine Freese)‏ (و. 1957 – م) هي فيزيائية، وعالمة فلك من الولايات المتحدة الأمريكية .

## مناصب وهيئات
أدارت جامعة ميشيغان.